# Rama Kushna
En el marco del universo de DC Comics, Rama Kushna es una diosa del Himalaya, una poderosa entidad divina y mística que vigila la ciudad sagrada de Nanda Parbat. Es el gobernante sobre el equilibrio de la escala y el karma en el universo. Ella es responsable de convertir Boston Brand en Deadman. Como la diosa del karma, ella podría ser la Guan Yin de DC Comics, una diosa poderosa en la serie Sun Wukong, según lo visto por la forma en que se viste. Thundermind podría estar conectado a ella de alguna manera, ya que sus poderes se originaron de su poder.

## Historia de la publicación
La diosa Rama Kushna fue creada por Arnold Drake y Carmine Infantino, creadores de Deadman y Nanda Parbat. Hizo su primera aparición en la revista Strange Adventures, volumen 1, número 205 (octubre de 1967). Sin embargo, en la continuidad de Earth Prime, Rama Kushna apareció por primera vez como parte del Nuevo Universo DC de The New 52 en la revista DC Universe Presents #1 (noviembre de 2011) por Paul Jenkins y Bernard Chang.

## Biografía ficticia del personaje

### Origen
Hace siglos, ella vigilaba a los habitantes de la Tierra con su bondad como una creencia, Sin embargo, los males en el mundo hicieron que la humanidad desease la lucha, lo que llevó a un declive en la creencia en Rama Kushna, donde a lo largo de los años su nombre fue casi olvidado. Ella reconoció su fracaso en este momento, lo que la llevó a tratar de ayudar a los inocentes en el mundo mortal. Para lograr ese fin, buscó un agente que perpetúe el bien mientras silencia el mal. Encontró a un agente semejante en un hombre sin culpa que había sido abusado por fuerzas corruptas y quemado por venganza cuando murió. Rama apareció ante el hombre haciéndole una oferta, debiendo lograr el equilibrio entre el bien y el mal mientras continúa inclinando el equilibrio a favor de todos por toda la eternidad. El hombre estuvo de acuerdo con que Rama le otorgara poderes para vencer a los seres más malvados y los llevó a Nanda Parbat donde el poder de Rama Kushna era más fuerte. En este punto, cientos de seres estaban en el refugio del Himalaya esperando comenzar su vida de nuevo. Para entonces, el hombre se había cansado del servicio interminable y le pidió a Rama Kushna que se diera un descanso espiritual de sus deberes ya que deseaba un fin. Sin embargo, ella se negó, esto causó que el hombre arremetiera y en su ira se volvió hacia Rama Kushna y la abandonó, así como la tierra de Nanda Parbat. El acto de rebelión creció en su mente y el agente buscó activamente volverse contra su antiguo maestro. Para lograr ese fin, su forma astral encontró al Sensei de la Liga de Asesinos que poseía mientras intentaba usar al grupo para sus propios fines. Su objetivo era la destrucción de Rama Kushna y la liberación de la gente en Nanda Parbat como privada de su abrazo, estas personas volverían a sus malos caminos.
Vashnu era un destacado discípulo de Rama Kushna cuando estaba en el circo de artistas Hill. Se dijo que vigilaba el destino de Boston Brand y lo había elegido para recibir un regalo especial. Después de que Brand fue asesinado, la diosa manifestó y le informó que estaba muerto, pero le dio la oportunidad de redimirse vengándose de su asesino. Como resultado, se convirtió en una entidad fantasmal que podía poseer a otros que se dieran cuenta, siendo conocido entonces como Deadman.
Rama se resignó a su destino cuando Jonah había llevado a su ejército de la Liga de Asesinos y atacó a Nanda Parbat mientras buscaba venganza contra su antiguo maestro después de haberle servido durante siglos. Durante este tiempo, fue aparentemente destruida por las maquinaciones de Jonah pero no antes de asegurarse de que Deadman pudiera detener el mal de él.

### Los nuevos 52
Después de los acontecimiento de Flashpoint, se creó una nueva versión de la historia con una serie de eventos diferentes en Los nuevos 52. Durante la Segunda Guerra Mundial, General Electric usó sus robots para tomar Nanda Parbat y utilizó su ciencia para enjaular a la diosa Rama Kushna. Fue liberada por una banda de superhéroes y soldados estadounidenses donde les agradeció antes de borrar la mente de todos los forasteros que ella desterró para mantener la ciudad oculta.

## Personalidad y atributos
- Ella fue conocida por ser la encargada del equilibrio del bien sobre el mal.[8]
- Las estatuas dedicadas a la diosa la hacían aparecer con seis brazos. Se afirmó que ella era la cara del universo.[9]
- Su voz tranquila y suave se notó que se había llenado de amabilidad que confortaba a los abusados, devastados, enfermos y débiles.[10]
- El objetivo de Rama era usar las energías armoniosas de la naturaleza para crear un equilibrio similar en el mundo del hombre.[11] Rama Kushna sirvió el equilibrio e intentó restablecerlo si se desplazaba hacia el orden o el caos.[12]
- Solo las personas con un destino especial pudieron buscar audiencia con Rama Kushna.[13]

## Poderes y habilidades
Rama Kushna afirmó que en realidad no era una diosa, ya que sus poderes no estaban limitados con ella y sus habilidades nacían del núcleo elemental del planeta. Rama Kushna dijo que ella era un espíritu de la Tierra. Se decía que era la voz viva de todo lo que era y no era con ella el rostro perfecto que sonrió para siempre a sus seguidores. Nanda Parbat era un lugar donde las energías fluían libremente permitiendo que Rama Kushna controlara las voluntades de aquellos que vinieron allí y lo equilibraron hacia el bien tal como ella lo percibió. El propio reino de Rama Kushna era una tierra de flores y bondades. Entre sus habilidades están:
- Manifestarse en cualquier momento.
- Otorgar poderes divinos
- Inmortalidad
- Fisiología única
- Conciencia cósmica
- Poder divino
- Poder sobre el karma en el universo.
- Manipulación dimensional
- Poderes divinos
- Inmortalidad
- Magia
- Manipulación de la realidad
- Absorción del alma
- Teletransportación
- Manipulación del tiempo

## En otros medios

### Televisión

#### Animado
- Rama Kushna hizo su primera aparición en pantalla en la serie animada Liga de la Justicia Ilimitada en el sexto episodio de la tercera temporada «Venganzas Mortales» con la voz de Juliet Landau. Luego de que la Sociedad secreta de supervillanos irrumpiera en Nanda Parbat y aparentemente mataran a todos los monjes y al Maestro, Rama Kushna se hace presente y le encarga Deadman recuperar el corazón de Nanda Parbat para que los monjes volvieran a la vida, después de que la Sociedad Secreta es derrotada en Ciudad Gorila, Devil Ray Intenta asesinar a Mujer Maravilla mientras esta distraída, Deadman posee a Batman con el objetivo de salvarla lo que resulta en la muerte de Ray, luego de esto Rama Kushna se hace presente nuevamente culpándolo de haber asesinado a Ray, haciendo que el equilibrio del Karma se pierda.

### Películas
En la película animada Justice League Dark, Rama Kushna apareció brevemente en un flashback y fue referenciado en la película animada sin líneas de voz. Se decía que era una diosa que se compadeció de Boston Brand después de que lo asesinaron y lo resucitaron como un fantasma para poder vengar su muerte. Rama Kushna más tarde advirtió a Deadman de un gran peligro para el mundo y envió a Deadman a detenerlo con la amenaza eventualmente revelada como el hechicero Destiny.
También aparece en la película animada Injustice, donde pide ayuda a Nightwing para mantener el equilibrio del mundo y lo transforma en Deadwing.

### Videojuegos
- Rama Kushna aparece en el universo que existe entre el cómic Injustice: The Regime y el universo alternativo que aparece en el videojuego Injustice: Dioses entre nosotros.[15]